# Melittia latimargo
Melittia latimargo is een vlinder uit de familie wespvlinders (Sesiidae), onderfamilie Sesiinae.
Melittia latimargo is voor het eerst wetenschappelijk beschreven door Butler in 1874. De soort komt voor in het Neotropisch gebied.